# Championnats du monde d'aviron 1987
Navigation
Édition précédente Édition suivante
Les championnats du monde d'aviron 1987, dix-septième édition des championnats du monde d'aviron, ont lieu en août 1987 à Copenhague, au Danemark.

## Résultats

### Hommes
| Épreuves                              | Or | Or      | Argent | Argent  | Bronze | Bronze  |
| ------------------------------------- | --- | ------- | --- | ------- | --- | ------- |
| Skiff M1x                             | Allemagne de l'Est Thomas Lange | 7:37.48 | Allemagne de l'Ouest Peter-Michael Kolbe | 7:40.76 | Finlande Pertti Karppinen | 7:40.90 |
| Deux sans barreur M2-                 | Grande-Bretagne Andy Holmes Steve Redgrave | 7:11.20 | Roumanie Dragoș Neagu Dănuț Dobre | 7:12.60 | Union soviétique Yuriy Pimenov Nikolay Pimenov | 7:15.98 |
| Deux avec barreur M2+                 | Italie Carmine Abbagnale Giuseppe Abbagnale Giuseppe Di Capua (barreur)                                                                                   | 7:40.81 | Grande-Bretagne Andy Holmes Steve Redgrave Patrick Sweeney (barreur)                                                                                                  | 7:42.88 | Roumanie Dimitrie Popescu Vasile Tomoiagă Marin Gheorghe (barreur)                                                                                                 | 7:44.96 |
| Deux de couple M2x                    | Bulgarie Daniel Yordanov Vasil Radev | 7:03.33 | Allemagne de l'Ouest Andreas Schmelz Ralf Thienel | 7:06.33 | Allemagne de l'Est Uwe Sägling Uwe Heppner | 7:06.83 |
| Quatre sans barreur M4-               | Allemagne de l'Est Jens Luedecke Thomas Greiner Ralf Brudel Olaf Förster                                                                                  | 6:39.70 | Union soviétique Veniamin But Sigitas Kučinskas Jonas Narmontas Andrey Vasilyev                                                                                       | 6:41.30 | États-Unis Ted Swinford Daniel Lyons John Riley Robert Espeseth | 6:42.46 |
| Quatre avec barreur M4+               | Allemagne de l'Est Frank Klawonn Bernd Eichwurzel Bernd Niesecke Karsten Schmeling Hendrik Reiher (barreur)                                               | 6:41.74 | Union soviétique Viktor Omelyanovich Mykola Komarov Vladimir Romanishin Valentin Gerasimenko Hryhoriy Dmytrenko (barreur)                                             | 6:45.17 | Italie Antonio Maurogiovanni Giovanni Suarez Renato Gaeta Giuseppe Carando Dino Lucchetta (barreur)                                                                | 6:47.30 |
| Quatre de couple M4x                  | Union soviétique Valeriy Dosenko Sergey Kinyakin Mikhail Ivanov Igor Kotko                                                                                | 6:11.25 | Norvège Vetle Vinje Lars Bjønness Rolf Thorsen Alf Hansen | 6:13.02 | Canada Doug Hamilton Robert Mills Paul Douma Mel LaForme | 6:14.40 |
| Huit M8+                              | États-Unis Mike Teti Jonathan Smith Ted Patton Michael Still Peter Nordell Jeffrey McLaughlin Doug Burden John Pescatore Seth Bauer (barreur)             | 5:58.83 | Allemagne de l'Est Mario Kliesch (de) Dirk Rendant Thomas Bänsch Holger Rose Andreas Costrau Hans Sennewald Karsten Timm Karsten Schmeling Peter Thiede (barreur)     | 6:01.94 | Italie Ettore Bulgarelli Giuseppe Di Palo Antonio Baldacci Piero Carletto Giovanni Miccoli Alfredo Bollati Annibale Venier Franco Zucchi Paolo Trisciani (barreur) | 6:03.61 |
| Poids légers                          | |         | |         | |         |
| Skiff poids légers LM1x               | Belgique Wim Van Belleghem | 8:06.10 | Canada David Wright | 8:11.43 | Italie Ruggero Verroca | 8:13.80 |
| Deux de couple poids légers LM2x,     | Italie Enrico Gandola Giovanni Calabrese | 7:40.38 | France Luc Crispon Thierry Renault | 7:40.68 | Grande-Bretagne Carl Smith Allan Whitwell | 7:52.58 |
| Quatre sans barreur poids légers LM4- | Allemagne de l'Ouest Thomas Palm Erik Ring Gerd Meyer Sebastian Franke                                                                                    | 6:42.14 | Grande-Bretagne Christopher Bates Peter Haining Neil Staite Stuart Forbes                                                                                             | 6:44.05 | Italie Franco Pantano Dario Longhin Nerio Gainotti Mauro Torta | 6:46.10 |
| Huit poids légers LM8+                | Italie Maurizio Losi Alfredo Striani Vittorio Torcellan Massimo Lana Stefano Spremberg Carlo Gaddi Andrea Re Fabrizio Ravasi Sebastiano Zanetti (barreur) | 6:30.04 | Allemagne de l'Ouest Bernhard Stomporowski Björn Gehlsen Alwin Otten Harald Galster Detlef Glitsch Udo Hennig Andreas Hobler Wolfgang Birkner Torsten Kreis (barreur) | 6:36.59 | États-Unis Scott Petry Seymour Danberg Chris Berl Samuel Schuffler Michael Morrison John Irvine Kevin Clair Edward Hewitt Michael O'Gorman (barreur)               | 6:45.48 |

### Femmes
| Épreuves                               | Or | Or      | Argent | Argent  | Bronze | Bronze  |
| -------------------------------------- | --- | ------- | --- | ------- | --- | ------- |
| Skiff W1x                              | Bulgarie Magdalena Georgieva | 8:59.26 | Allemagne de l'Est Martina Schröter | 9:14.26 | Roumanie Marioara Popescu | 9:20.29 |
| Deux sans barreur W2-                  | Roumanie Rodica Arba Olga Homeghi | 8:00.73 | Allemagne de l'Est Kathrin Haacker Ute Wild | 8:06.54 | Union soviétique Marina Pegova Nadezhda Sugako | 8:08.78 |
| Deux de couple W2x                     | Bulgarie Stefka Madina Violeta Ninova | 7:47.89 | Roumanie Elisabeta Lipă Liliana Genes | 7:47.99 | États-Unis Anne Marden Barbara Kirch | 7:51.42 |
| Quatre avec barreur W4+                | Roumanie Valentina Virlan Marioara Trașcă Adriana Chelariu Veronica Necula Ecaterina Oancia (barreur)                                                    | 7:30.12 | Allemagne de l'Est Birte Siech Gerlinde Doberschütz Carola Hornig Martina Walther Sylvia Müller (barreur)                                                           | 7:34.09 | Bulgarie Manuela Lashilina Olya Stoichkova Mariana Stoyanova Daniela Oronova Sofiya Tzvetkova (barreur)                                                                      | 7:40.73 |
| Quatre de couple W4x                   | Allemagne de l'Est Kerstin Pieloth Birgit Peter Jutta Hampe Jana Sorgers                                                                                 | 6:58.42 | Bulgarie Pavlina Alexandrova Krasimira Tocheva Galina Yahorova Mariana Yankulova                                                                                    | 7:00.90 | Union soviétique Svitlana Maziy Marina Zhukova Irina Kalimbet Antonina Zelikovitch                                                                                           | 7:02.87 |
| Huit W8+                               | Roumanie Valentina Virlan Marioara Trașcă Livia Țicanu Rodica Arba Adriana Chelariu Veronica Necula Olga Homeghi Lucia Toader Ecaterina Oancia (barreur) | 6:55.61 | États-Unis Anna Seaton Kristen Thorsness Christine Campbell Sarah Gengler Stephanie Maxwell-Pierson Susan Broome Abigail Peck Harriet Metcalf Betsy Beard (barreur) | 6:57.27 | Union soviétique Sarmīte Stone Lidiya Averyanova Irina Teterina Elena Makushkina Yelena Pukhayeva Sariya Zakyrova Marina Suprun Elena Tereshina Valentina Khoklova (barreur) | 7:03.25 |
| Poids légers                           | |         | |         | |         |
| Skiff poids légers LW1x                | Roumanie Maria Sava | 8:57.69 | Belgique Rita Defauw | 8:57.89 | Italie Francesca Bentivoglio | 9:05.58 |
| Deux de couple poids légers LW2x       | Canada Janice Mason Heather Hattin | 8:36.60 | Belgique Lucia Focque Marie-Anne van der Moere | 8:41.35 | États-Unis Carey Sands-Marden Christine Ernst | 8:51.02 |
| Quatre sans barreur poids légers LW4-, | États-Unis Sandy Kendall Lindsay Burns Angela Herron Mandy Kowal                                                                                         | 8:08.32 | Allemagne de l'Ouest Christiane Zimmer Sonja Petri Monika Wolf Evelyn Herwegh                                                                                       | 8:08.66 | Chine Yan Dongling Long Jun Luo Hantao Zhang Xiange | 8:13.81 |